# Manfred Mölgg
Manfred Mölgg, né le 3 juin 1982 à Brunico (Italie), est un skieur alpin italien dont la carrière sportive a commencé en 1997, spécialisé dans les épreuves techniques que sont le slalom et le slalom géant. Il n'a jamais remporté de médaille aux Jeux olympiques d'hiver mais s'est illustré en slalom lors des Championnats du monde avec une médaille d'argent en 2007 à Åre et une médaille de bronze en 2011 à Garmisch-Partenkirchen. Enfin, en Coupe du monde, il a gagné un petit globe de cristal de slalom en 2008 en comptant deux victoires dans cette discipline. Sa sœur, Manuela Mölgg, est également une championne de ski alpin. A 39 ans, il décide de prendre sa retraite sportive à l'occasion de l'avant-dernier slalom de la saison 2021-2022 qui a lieu le 9 mars à Flachau : son 329e et dernier départ en Coupe du monde, avec un bilan de trois victoires et vingt podiums.

## Biographie
Né à Brunico et ayant grandi à Marebbe dans le Trentin-Haut-Adige, Manfred Mölgg se spécialise très vite dans les disciplines techniques (slalom et géant). Il participe à sa première course FIS Race le 2 décembre 1997 à Livigno en géant. C'est lors de la saison 2001 qu'il prend part à sa première course de Coupe d'Europe (une des antichambres de la Coupe du monde) à Alleghe le 12 décembre 2000. Il participe cette année-là à ses premiers Championnats du monde junior à Verbier, il y obtient une 22e place en géant et abandonne en slalom et descente. En 2002, il participe de nouveau aux premiers championnats du monde juniors entre Tarvisio et Sella Nevea où son meilleur rang est une 13e place en combiné. En 2003, il devient champion d'Italie de slalom devant Hannes Paul Schmid et Giorgio Rocca qui lui ouvre les portes de la Coupe du monde la saison suivante.
Lors de la saison 2004, il participe à sa première épreuve de Coupe du monde à Sölden (il ne se qualifie pas en seconde manche). Il parvient à entrer pour la première fois dans les points avec une 5e place à Madonna di Campiglio fin 2003 avec le dossard 33 lors d'un slalom dominé par Ivica Kostelić. Il poursuit cette bonne performance avec une 9e en géant et une nouvelle 5e place à Flachau puis une 14e en slalom à Chamonix. Fin janvier, il est tout près de remporter son premier succès de sa carrière au slalom de Schladming, pourtant dossard 24, en terminant second derrière Benjamin Raich. Il devient rapidement l'un des meilleurs slalomeurs et géantistes du circuit en confirmant au géant de Kranjska Gora (8e). Il termine sa première saison en Coupe du monde à la 9e place du classement du slalom et la 23e place du géant.
En 2005, c'est au slalom de Sestrières qu'il entre de nouveau dans le top 10 (8e) puis enchaîne une 9e place en géant à Flachau. Il termine le mois de janvier 2005 avec deux bons résultats en slalom (6e à Kitzbühel et 7e à Schladming). Il participe ensuite à ses premiers Championnats du monde à Bormio. 14e de la première manche du géant, il grimpe d'une place en seconde manche pour finalement terminer à la 13e place. En slalom, il abandonne en première manche. Il termine la saison avec une 5e place à Lenzerheide, prenant la 8e du classement du slalom et la 15e du géant.
En 2006, il axe sa saison sur l'évènement des Jeux olympiques d'hiver de 2006 qui se déroule dans son pays à Turin en se concentrant uniquement sur les slaloms et géants de Coupe du monde. Cependant, avant les JO, sur les douze épreuves auxquels il prend part, il finit seulement six courses où son meilleur résultat est une 5e place au géant de Kranjska Gora. Il n'arrive donc pas dans les meilleures dispositions pour les Olympiades. En géant, parti avec le dossard 19, il abandonne en première manche tout comme en slalom avec le même dossard. Il termine la saison avec une 18e place du géant d'Åre. Il s'agit de sa plus mauvaise saison depuis son arrivée en Coupe du monde.
Lors de la saison 2007, il attend le mois de janvier pour effectuer un top 10 avec une 6e place en géant et une 7e en slalom à Adelboden puis un podium au slalom de Kitzbühel avec une 3e place derrière Jens Byggmark et Mario Matt, enfin une 6e place à Schladming. Il prend part aux Championnats du monde 2007 d'Åre. Il termine 15e de la première manche du géant pour finir 19e au classement final et deuxième meilleur Italien derrière Alberto Schieppati (5e). En slalom, il n'est pas cité parmi les favoris, il part avec le dossard 15, il réalise cependant une excellente première manche pour prendre la 6e place derrière Jean-Baptiste Grange. En seconde manche, il fait le deuxième temps de celle-ci et monte à la seconde place derrière Matt et devant Grange pour remporter une médaille d'argent. La délégation italienne finit avec trois médailles au total avec l'or de Patrick Staudacher en super G et le bronze de Denise Karbon en géant féminin. Après ces mondiaux, il fait une 5e place au slalom de Garmisch-Partenkirchen et une 3e place au slalom de Lenzerheide. Il réalise sa meilleure saison avec une 5e place au classement du slalom et une 10e en géant (18e place au général).
Pour la saison 2008, dès sa première course, il prend la 6e place du géant de Sölden puis la 3e du slalom de Reiteralm. Il réalise deux autres podiums avec une 2e place au géant et une 3e au slalom de Bad Kleinkirchheim. Il poursuit cette série de bons résultats toute la saison en slalom et géant (en prenant à chaque course des points à l'exception du super G de Lake Louise puisqu'il a décidé de disputer trois super G cette saison). Il termine 3e du slalom de Schladming, 2e du slalom de Garmisch et menace la place du leader du classement du slalom détenue par Grange. À Kranjska Gora, il prend la 2e du géant et remporte sa première victoire en Coupe du monde avec le slalom devant Ivica Kostelić et Marcel Hirscher. C'est lors des finales de la Coupe du monde à Bormio en prenant la 6e place du slalom pendant que Grange part à la faute au second tracé qu'il s'empare du petit globe de cristal de slalom lors de la dernière course pour devancer Grange de 19 points. Ses bonnes performances en géant lui permettent de prendre la 3e place du classement du géant ce qui a pour conséquence de le placer à la 4e place du général dont le podium est composé de Bode Miller, Raich et Didier Cuche (il est le seul Italien dans le top 20 du général).
Pour la saison 2009, il poursuit tout d'abord son objectif d'être polyvalent en s'alignant dans les 5 disciplines (bien que son meilleur résultat en descente est une 63e et en super G une 54e place à Lake Louise) avant de finalement se re-concentrer sur les disciplines techniques. Il fait une 6e place au slalom géant de Val d'Isère où auront lieu les futurs Championnats du monde, il enchaîne avec une 5e au slalom d'Alta Badia, une 4e place au slalom de Zagreb, une 5e place au slalom d'Adelboden et enfin une 4e place au slalom de Schladming, se positionnant comme l'un des favoris aux mondiaux.
Sa saison 2010 est similaire, avec huit top 10, mais est tout de même marquée par sa première vraie performance dans une discipline plus polyvalente, avec une troisième place au super-combiné de Val d'Isère. Quelques semaines plus tard, il obtient à Zagreb ce qui reste son dernier podium à ce jour, avec une deuxième place en slalom. Sa saison 2011 semble marquer une baisse de régime puisqu'il n'accroche aucun podium en coupe du monde, même s'il est médaillé de bronze en slalom aux Mondiaux de Garmisch-Partenkirchen.
En 2013, il obtient son troisième podium en Mondial et pour la première fois en slalom géant à Schladming avec la médaille de bronze.
Il est l'un des parrains de l'association SOS Villages d'Enfants en Italie.
Mölgg est atteint d'une rupture du tendon d'Achille droit nécessitant une intervention chirurgicale en préparation de la saison 2014-2015. Il doit renoncer à disputer cette saison. Lors de la saison 2015-2016, il fait son retour dans le top dix sur plusieurs manches de Coupe du monde, puis renoue avec le podium en ouverture de la saison suivante à Levi, où il se classe troisième du slalom. En janvier 2017, à trois jours d'intervalle, l'Italien remporte le slalom de Zagreb avec plus de sept dixièmes de seconde d'avance sur Felix Neureuther et Henrik Kristoffersen, soit son premier succès dans la Coupe du monde depuis huit ans, puis finit deuxième du slalom d'Adelboden, derrière Kristoffersen.
En janvier 2018, il se classe successivement neuvième en slalom à Kitzbühel et cinquième à Schladming, avant de prendre part à ses quatrièmes jeux olympiques à Pyeongchang, où il est treizième du slalom géant et douzième du slalom spécial.

## Palmarès

### Jeux olympiques d'hiver
En quatre participations aux Jeux olympiques d'hiver, Manfred Mölgg n'a jamais remporté de médaille. En 2006 à Turin, il ne finit aucune des deux épreuves auxquelles il a pris part (slalom et slalom géant). En 2010, il obtient son meilleur résultat : une septième place d'un slalom remporté par son compatriote Giuliano Razzoli.
| Épreuve / Édition   | Descente | Super G | Slalom géant | Slalom  | Combiné |
| JO 2006 Turin       | —        | —       | Abandon      | Abandon | —       |
| JO 2010 Vancouver   | —        | —       | 22e          | 7e      | Abandon |
| JO 2014 Sotchi      | —        | —       | Abandon      | Abandon | —       |
| JO 2018 Pyeongchang | —        | —       | 13e          | 12e     | —       |

Légende :

— : Manfred Mölgg n'a pas participé à cette épreuve

### Championnats du monde
Manfred Mölgg a remporté trois médailles lors des Championnats du monde. Deux en slalom avec une médaille d'argent en 2007 à Åre derrière Mario Matt puis la médaille de bronze en 2011 derrière Jean-Baptiste Grange et Jens Byggmark, et une en géant en 2013.
| Épreuve / Édition               | Descente | Super G | Slalom géant | Slalom  | Combiné |
| Mondiaux 2005 Bormio            | —        | —       | 13e          | Abandon | —       |
| Mondiaux 2007 Åre               | —        | —       | 19e          | Argent  | —       |
| Mondiaux 2009 Val d'Isère       | —        | —       | 12e          | Abandon | —       |
| Mondiaux 2011 Garmisch          | —        | —       | 17e          | Bronze  | —       |
| Mondiaux 2013 Schladming        | —        | —       | Bronze       | Abandon | —       |
| Mondiaux 2015 Vail-Beaver Creek | —        | —       | —            | 11e     | —       |
| Mondiaux 2017 Saint-Moritz      | —        | —       | 20e          | 14e     | —       |
| Mondiaux 2019 Åre               | —        | —       | Abandon      | 18e     | —       |
| Mondiaux 2021 Cortina d'Ampezzo | —        | —       | —            | 14e     | —       |

Légende :

 : deuxième place, médaille d'argent

 : troisième place, médaille de bronze

— : Manfred Mölgg n'a pas participé à cette épreuve

### Coupe du monde
- Meilleur classement général : 4e en 2008.
- 1 petit globe de cristal :
  - Vainqueur du classement du slalom en 2008.
- 20 podiums (16 en slalom, 3 en slalom géant et 1 super-combiné), dont 3 victoires.

#### Détail des victoires
Manfred Mölgg compte trois victoires en slalom en Coupe du monde. Il remporte sa première victoire le 9 mars 2008 à Kranjska Gora, sa seconde victoire le 1er février 2009 à Garmisch-Partenkirchen et sa troisième victoire presque 8 ans plus tard, le 5 janvier 2017 à Zagreb. Il est monté sur dix podiums en slalom et slalom géant (entre 2004 et 2008) avant de connaître sa première victoire.
| Édition / Épreuve | Slalom                 | Total |
| 2008              | Kranjska Gora          | 1     |
| 2009              | Garmisch-Partenkirchen | 1     |
| 2017              | Zagreb                 | 1     |
| Total             | 3                      | 3     |

#### Classements par saison
| Saison / Classement | Saison / Classement | Général | Général | Descente | Descente | Slalom | Slalom | Slalom géant | Slalom géant | Super G | Super G | Combiné | Combiné |
| ------------------- | ------------------- | ------- | ------- | -------- | -------- | ------ | ------ | ------------ | ------------ | ------- | ------- | ------- | ------- |
| Saison / Classement | Saison / Classement | Class.  | Points  | Class.   | Points   | Class. | Points | Class.       | Points       | Class.  | Points  | Class.  | Points  |
| 2004                | 2004                | 27e     | 326     | -        | -        | 9e     | 236    | 23e          | 90           | -       | -       | -       | -       |
| 2005                | 2005                | 19e     | 398     | -        | -        | 8e     | 256    | 15e          | 142          | -       | -       | -       | -       |
| 2006                | 2006                | 56e     | 126     | -        | -        | 28e    | 59     | 25e          | 67           | -       | -       | -       | -       |
| 2007                | 2007                | 18e     | 453     | -        | -        | 5e     | 334    | 10e          | 119          | -       | -       | -       | -       |
| 2008                | 2008                | 4e      | 924     | -        | -        | 1er    | 531    | 3e           | 376          | 35e     | 14      | 51e     | 3       |
| 2009                | 2009                | 17e     | 484     | -        | -        | 6e     | 370    | 19e          | 101          | 52e     | 0       | 34e     | 13      |
| 2010                | 2010                | 14e     | 474     | -        | -        | 12e    | 211    | 13e          | 167          | 36e     | 20      | 13e     | 76      |
| 2011                | 2011                | 19e     | 419     | -        | -        | 6e     | 298    | 20e          | 92           | -       | -       | 28e     | 29      |
| 2012                | 2012                | 41e     | 222     | -        | -        | 26e    | 106    | 20e          | 116          | -       | -       | -       | -       |
| 2013                | 2013                | 7e      | 636     | -        | -        | 5e     | 335    | 4e           | 301          | -       | -       | -       | -       |
| 2014                | 2014                | 17e     | 391     | -        | -        | 10e    | 261    | 16e          | 130          | -       | -       | -       | -       |
| 2015                | 2015                | 81e     | 74      | -        | -        | 26e    | 60     | 40e          | 14           | -       | -       | -       | -       |
| 2016                | 2016                | 33e     | 300     | -        | -        | 17e    | 171    | 23e          | 129          | -       | -       | -       | -       |
| 2017                | 2017                | 9e      | 580     | -        | -        | 3e     | 476    | 21e          | 104          | -       | -       | -       | -       |
| 2018                | 2018                | 21e     | 376     | -        | -        | 10e    | 244    | 15e          | 132          | -       | -       | -       | -       |
| 2019                | 2019                | 26e     | 333     | -        | -        | 12e    | 230    | 21e          | 103          | -       | -       | -       | -       |
| 2020                | 2020                | 72e     | 119     | -        | -        | 22e    | 104    | 39e          | 15           | -       | -       | -       | -       |
| 2021                | 2021                | 55e     | 151     | -        | -        | 23e    | 133    | 39e          | 18           | -       | -       | -       | -       |

### Championnats du monde junior
Manfred Mölgg a participé à deux reprises aux Championnats du monde junior en 2001 et 2002 sans jamais parvenir à remporter de médaille, sa meilleure performance est une 13e place au combiné en 2002.
| Épreuve / Édition      | Descente | Super G | Slalom géant | Slalom  | Combiné |
| Mondiaux 2001 Verbier  | Abandon  | —       | 22e          | Abandon | —       |
| Mondiaux 2002 Tarvisio | 33e      | 24e     | —            | 17e     | 13e     |

### Coupe d'Europe
- 3e du classement général en 2004.
- 2e du classement de slalom en 2003.
- 2e du classement de slalom géant en 2004.
- 14 podiums, dont 3 victoires.

### Jeux mondiaux militaires
- Val d'Aoste 2010 :
  -  Médaille d'argent du slalom géant.
- Sotchi 2017 :
  -  Médaille d'argent du slalom.

### Championnats d'Italie
- Champion de slalom en 2003, 2009, 2010 et 2012.
- Champion de slalom géant en 2005 et 2010.